# Gabriele Stötzer

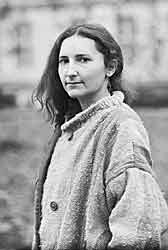
Gabriele Kachold (1987)

Gabriele Stötzer (* 14. April 1953 in Emleben, 1973–1979 verheiratete Gabriele Kachold) ist eine deutsche Schriftstellerin und Künstlerin.

## Leben
Gabriele Stötzer ist die Tochter einer Buchhalterin und eines Werkzeugmachers und hat drei Geschwister. Ab 1969 absolvierte sie in Erfurt eine Ausbildung zur Medizinisch-Technischen Assistentin. Anschließend holte sie auf der Abendschule das Abitur nach. 1973 heiratete sie und trug nun den Namen Gabriele Kachold. Sie begann, an der Pädagogischen Hochschule in Erfurt Germanistik und Kunsterziehung zu studieren und bekam Kontakt zur Jenaer Literatur- und Kunstszene um Jürgen Fuchs. Im Sommer 1976 wurde sie wegen einer Petition gegen die Entlassung eines kritischen Kommilitonen von der Hochschule relegiert und zur „Bewährung“ in die Produktion geschickt. Im November 1976 beteiligte sie sich mit ihrer Unterschrift am Protest gegen die Ausbürgerung Wolf Biermanns. Vor der Überbringung der Unterschriftenliste von Erfurt nach Berlin wurde sie von der Stasi festgenommen; nach fünf Monaten Untersuchungshaft folgte im Frühjahr 1977 ihre Verurteilung zu einem Jahr Haft wegen „Staatsverleumdung“.
Während ihrer Haftzeit im Zuchthaus Hoheneck in Stollberg/Sachsen fasste Gabriele Kachold den Entschluss, zu schreiben. Nach ihrer Entlassung lehnte sie die Ausreise in den Westen ab und musste erneut zur „Bewährung“ in die Produktion. Sie begann mit dem Verfassen von autobiografischen und experimentellen Texten, die den Versuch dokumentieren, eine spezifisch weibliche Ausdrucksweise zu finden. 1979 wurde ihre Ehe geschieden; bis 1992 nannte sie sich Gabriele Stötzer-Kachold. 1980 kündigte sie, übernahm die Leitung einer privaten Kunstgalerie in Erfurt und stellte dort Werke aus der alternativen Szene erst Thüringens und dann der ganzen DDR aus. Als die „Galerie im Flur“ überbezirkliche Bedeutung erreichte, wurde sie 1981 durch die Stasi „liquidiert“, unter deren intensiver Überwachung Stötzer-Kachold bereits seit längerem stand. Als Künstlerin wirkte sie auf den Gebieten Fotografie, Super-8-Film, Grafik und Weberei. 1984 war sie Mitgründerin der Künstlerinnengruppe Erfurt, die auch unter den stark eingeschränkten Möglichkeiten der DDR Modeobjektshows und Performances und ab 1986 Super-8-Filme machten.
Vor der Friedlichen Revolution in der DDR wurden in der Zeitschrift Temperamente – Blätter für junge Literatur im Jugendverlag der DDR, Verlag Neues Leben, Berlin, Beiträge von Gabriele Kachold veröffentlicht. Im Heft 1/1989 erschienen Texte von ihr und im Heft 3/1989 ein Interview unter dem Titel „Kunst ist ein Rhythmus, in dem frau leben kann“ sowie einige Texte. Der Band Zügel los wurde 1989 vom Aufbau-Verlag veröffentlicht. Von 1982 bis 1988 fertigte sie 13 Künstlerbücher aus Text, Fotos und Zeichnungen an. Gedruckt erschienen ihre Werke auch in diversen Untergrundzeitschriften (und, mikado, ariadnefabrik, KomaKino).
Vor der Wende war Stötzer-Kachold Mitbegründerin in einer Erfurter Gruppe namens „Frauen für Veränderung“. Sie war am 4. Dezember 1989 Mitinitiatorin der ersten Besetzung einer Zentrale der Staatssicherheit in der DDR in Erfurt und wirkte anschließend im Bürgerrat und Bürgerkomitee mit. 1990 war sie Mitbegründerin des Erfurter Vereins „Kunsthaus“. Ihre Texte konnten nunmehr in regulären Verlagen erscheinen, und auf Reisen im In- und Ausland präsentierte sie die zahlreichen Facetten ihres künstlerischen Schaffens. Ab 2010 gibt sie Performance-Blockseminare an der Universität Erfurt und gibt mit der Weimarer Gruppe für experimentelle Musik „EFIM“ Lesekonzerte. Gabriele Stötzer lebt heute (2005) in Erfurt und Utrecht.
Zum Tag der Deutschen Einheit 2013 erhielt sie aus der Hand von Bundespräsident Joachim Gauck das Verdienstkreuz am Bande des Verdienstordens der Bundesrepublik Deutschland. In der Begründung zur Preisverleihung heißt es: „Gabriele Stötzer macht als Schriftstellerin und Künstlerin mit ihrem Werk eindringlich erfahrbar, was staatliche Unterdrückung, Bespitzelung und Gewalt für den Einzelnen bedeuten. Wegen ihres Protests gegen die Ausbürgerung von Wolf Biermann kam sie 1976 in die Haftanstalt Hoheneck. Trotz schwerer Repressalien beugte sie sich nicht dem SED-Regime. Am 4. Dezember 1989 gehörte sie zu den Ersten in der DDR, die die Besetzung einer Stasi-Verwaltung angestoßen und organisiert haben. Nach dem Fall der Mauer war sie Mitglied im Erfurter Bürgerkomitee zur Auflösung des Ministeriums für Staatssicherheit der DDR und in der Erfurter Gruppe Frauen für Veränderung. Bis heute berichtet Gabriele Stötzer immer wieder als Zeitzeugin über das SED-Unrecht.“
Vom 13. Dezember 2008 bis zum 8. Februar 2009 nahm sie an der Ausstellung re.act.feminism, performancekunst der 1960er & 70er jahre heute in der Akademie der Künste Berlin teil, vom 29. November 2013 bis zum 5. Januar 2014 gab es eine Einzelausstellung Gabriele Stötzer – Schwingungskurve Leben im Schiller-Museum Weimar und vom 13. Dezember 2013 bis zum 2. Februar 2014 eine Ausstellung Zwischen Ausstieg und Aktion in der Kunsthalle Erfurt, für die sie auch Kuratorin war. 2018 folgte im Brandenburgischen Landesmuseum für moderne Kunst (BLMK) / Dieselkraftwerk Cottbus die Ausstellung "Gerissene Fäden" (mit Annette Messager) sowie die Gruppenausstellungen "maximal radikal. Textile Objekte, Performances und Film aus Ost und West" (2020, BLMK / Rathaushalle Frankfurt (Oder)) und "herzwärts wild. Umbrüche 1982-1997. Künstlerinnen aus der DDR" (2022, BLMK / Dieselkraftwerk Cottbus).
2014 war Gabriele Stötzer die 49. Stipendiatin der Calwer Hermann-Hesse-Stiftung. 2022 erschien ihr Buch Der lange Arm der Stasi, in dem sie die Geschichte einer widerständigen Erfurter Künstlergruppe in der DDR erzählt.

## Anthologie
- TEMPERAMENTE Blätter für junge Literatur, Hefte 1/1989, ISBN 3-355-00896-6 und 3/1989, ISBN 3-355-00898-2, Verlag Neues Leben, Berlin.
- Dichter dulden keine Diktatoren neben sich. Reiner Kunze. Weilerswist 2013.
- "Löhma 12/18", ein originalgrafisches Künstlerbuch mit Texten und Druckgrafiken verschiedener Künstler; herausgegeben vom Kunstverein Löhma.

## Werke
- Zügel los. Aufbau Verlag, Berlin, Weimar 1989.
- Heißes Eisen Freiheit. MERIAN, Hamburg, November 1990, S. 75–78.
- grenzen los fremd gehen. Janus Press, Berlin 1992.
- erfurter roulette. P. Kirchheim Verlag München 1995.
- Die bröckelnde Festung. P. Kirchheim Verlag, München 2002.
- Ich bin die Frau von gestern. Edition Büchergilde, Frankfurt am Main 2005, ISBN 3-936428-47-6.
- Das Leben der Mützenlosen. P. Kirchheim Verlag, München 2007.
- De grijze stroom. Gheringbooks.nl 2012 (auf Niederländisch übersetzt durch Eddy de Veth).
- das brennen der worte im mund. ARTE FAKT Verlagsanstalt, 2017, ISBN 978-3-937364-07-0.
- Der lange Arm der Stasi. Spector Books, Leipzig 2022, ISBN 978-3-95905-317-4.

## Super-8-Filme
- Kai und Karsten, Super 8, 12 min. 1983*
- Austreibung aus dem Paradies, Super 8, 25 min. 1984*
- Lokalbestimmung, Super 8, 18 min. 1984*
- Spitze, Super 8, 12 min. 1986*
- Trisal, Super 8, 20 min. 1986*
- Veitstanz/Feixtanz, Super 8, 25 min. 1988*
- Kentaur, Super 8, 9 min. 1988*
- ...hab ich euch nicht glänzend amüsiert ? Super 8, 12 min. 1989*
- Erfurt 1989, Super 8, 8 min. 1989*

gemeinsam mit der Künstlerinnengruppe Erfurt
- Frauenträume, Super 8, 25 min. 1986*
- Die Geister berühren, Super 8, 25 min. 1987*
- Komik komisch, Super 8, 25 min. 1988*
- Verführung, Super 8, 12 min. Idee und Ausstattung Gabriele Göbel, 1988*
- Signale, Super 8, 25 min. 1989*
- Es waren zwei Königskinder, Super 8, 10 min 1990*

## Feature
- Das Frauenzuchthaus Hoheneck. Demütigung, Willkür, Verrat, 59:30 min, Regie: Stefan Kanis, Redaktion: Kathrin Aehnlich, Ursendung bei MDR Figaro am 28. September 2011
- Fremde Mutter, fremdes Kind. Zwangsadoption in der DDR, Regie: Wolfgang Bauernfeind, Redaktion: Kathrin Aehnlich, Ursendung bei MDR Figaro am 10. April 2013

## Ausstellungskataloge
- Gabriele Stötzer, Schwingungskurve Leben Katalog zur Ausstellung im Schiller-Museum Weimar, 29. November 2013 bis 5. Januar 2014.
- Zwischen Ausstieg und Aktion. Die Erfurter Subkultur der 1960er, 1970er und 1980er Jahre, Katalog zur Ausstellung in der Kunsthalle Erfurt, 8. Dezember 2013 – 2. Februar 2014.
- »re.act.feminism #2« – a performing archive, zweisprachiger Katalog zur gleichnamigen Wanderausstellung, die 2011–2013 durch sechs europäische Länder reiste, Herausgeber Bettina Knaup und Beatrice Ellen Stammer, 2014.

## Preise
- Juliane-Bartel-Medienpreis 2012
- Deutscher Sozialpreis 2012 der Bundesarbeitsgemeinschaft der Freien Wohlfahrtspflege für die Hörfunkdokumentation Das Frauenzuchthaus Hoheneck
- Robert-Geisendörfer-Preis 2014 – Der Medienpreis der evangelischen Kirche für die Hörfunkdokumentation Fremde Mutter, fremdes Kind (zusammen mit Wolfgang Bauernfeind)
- Pauli-Preis 2024

## Dokumentation „Eingeschränkte Freiheit“
Viele Jahre des Lebens von Gabriele Stötzer sind in den Geheimdienst-Akten des Ministeriums für Staatssicherheit (MfS) fast lückenlos erfasst und dokumentiert. Bereits als Studentin erregte sie das Interesse der DDR-Geheimpolizei – die Folgen für sie waren dauerhafte Überwachung, Einschüchterungsversuche und Gefängnis. Stötzers Lebenslauf steht stellvertretend für die Lebensläufe vieler Menschen in der DDR mit ähnlichen Idealen wie sie.
Der Bundesbeauftragte für die Stasi-Unterlagen hat 2014 zum Fall Gabriele Stötzer die Themen-Broschüre „Eingeschränkte Freiheit“ (76 Seiten, Format A4) veröffentlicht – diese Dokumentation ist jeweils kostenlos sowohl online als barrierefreier PDF-Download als auch als gedrucktes Exemplar verfügbar.